# Una petita guerra privada
"Una petita guerra privada" (títol original en anglès "A Private Little War") és el dinovè episodi de la segona temporada de la sèrie de televisió de ciència-ficció estatunidenca Star Trek. Escrit per Gene Roddenberry, basat en una història de Don Ingalls (amb el pseudònim de Jud Crucis), i dirigit per Marc Daniels, es va emetre per primera vegada el 2 de febrer de 1968.
En l'episodi, la tripulació de l’ Enterprise descobreix la interferència del klíngons en el desenvolupament d'un planeta abans pacífic i s'uneix a ells en el que es converteix en una cursa armamentista.

## Argument
La nau estel·lar sw l Federació USS Enterprise orbita al voltant del planeta Neural, un món primitiu que el capità Kirk ha visitat abans. Al planeta, en Kirk i el primer oficial Spock noten que un grup de vilatans aparentment prepara una emboscada. Kirk se sorprèn de veure'ls amb armes de foc, i el seu objectiu sembla ser un grup de muntanyencs, un dels quals, Tyree,  reconeix Kirk. En Kirk, amb prohibició d'utilitzar fasers, llança una pedra cap als vilatans, fent que una de les seves armes dispari. Es produeix una persecució i Spock és disparat.
Un cop tornat a bord de l' Enterprise, Spock és portat a la infermeria. Els sensors detecten una nau klingon en òrbita al voltant del planeta, i Kirk sospita que els klíngons han subministrat les armes de foc als vilatans.
Kirk torna amb McCoy, ambdós vestits nadius, per investigar. Els dos són atacats per una criatura indígena anomenada Mugato, que mossega Kirk. amb els seus ullals verinosos abans que McCoy pugui matar-lo amb el seu faser. McCoy no pot demanar ajuda, ja que l' Enterprise ha sortit de l'òrbita per evitar la detecció dels klíngons.
Un grup amigable de gent de les muntanyes arriba i porten Kirk i McCoy al seu campament, on Kirk descobreix que el seu amic Tyree és ara el seu líder. Tyree està casat amb Nona, una dona Kahn-ut-tu que pot curar la mossegada del mugato. Nona ha estat instant a Tyree a adquirir armes de foc per a la seva tribu.
Quan s'assabenta de l'arribada de Kirk, la Nona entra a la cova i espia en McCoy fent servir el seu faser per escalfar roques. La Nona està intrigada i pregunta a Tyree sobre els misteriosos convidats. A continuació, procedeix a tractar en Kirk, prement una arrel de mahko a la seva ferida amb la mà que es va tallar amb un ganivet just abans que comencés el ritual. En acabar el ritual, afirma que Kirk és ara seu, i Tyree explica que, segons la llegenda, no podrà refusar-li res com a resultat del tractament. Es demostra que les ferides de Kirk i la seva mà estan completament curades.
Quan Kirk es recupera, li pregunta a Tyree sobre les armes dels vilatans. Tyree diu que els va veure per primera vegada fa un any i creia que les feien els vilatans. Kirk i McCoy decideixen reconèixer el poble aquella nit. Un cop allà, localitzen una farga en la qual troben un trepant d'acer cromat i un ferro pràcticament lliure de carboni, evidència de la implicació de forasters. Aviat apareix Krell, un klíngon amb el líder del poble, que parla de la fabricació d'armes millorades. Kirk i McCoy els sorprèn i els dominen, agafant una arma de pedernal i escapant amb l'ajuda d'en Tyree.
L'endemà, Kirk ensenya als muntanyencs com utilitzar l'arma, però Tyree es nega a manejar-la. McCoy protesta, però Kirk contesta que ambdues parts en conflicte s'han de posar en igualtat de condicions si totes dues volen sobreviure.
La Nona intenta seduir en Kirk amb l'ajuda d'herbes locals. Un mugato ataca a Nona i Kirk el desintegra amb el seu faser. Aleshores, Nona deixa inconscient a Kirk, fuig amb el faser i es troba amb un grup de vilatans, oferint-los l'arma. Sense creure la seva història, l'agredeixen. Quan Kirk, McCoy i Tyree apareixen, els vilatans creuen que els ha portat a una trampa i la maten. Els dos grups es barallen i els vilatans fugen.
Tyree demana ara més armes de "pal de foc" per venjar la mort de la seva dona. Kirk ordena de mala gana a Scott que fabriqui i enviï cent pedernals per als membres de la tribu. Scott qüestiona l'ordre inusual, i Kirk respon: "Cent... Serps per al Jardí de l'Edèn".

## Doblatge al català
L’episodi va ser doblat al català pels estudis Tecni-3 (primera part) i Diálogo (segona part) i emés a TV3 l’any 1989.
| Personatge                | Actor/actriu     | Veu en català                      |
| ------------------------- | ---------------- | ---------------------------------- |
| James T. Kirk             | William Shatner  | Jordi Boixaderas                   |
| Spock                     | Leonard Nimoy    | Isidre Sola i Llop                 |
| Leonard McCoy             | DeForest Kelley  | Eduard Lluís Muntada               |
| Montgomery Scott 'Scotty' | James Doohan     | Joan Carles Gustems Domènec Farell |
| Nyota Uhura               | Nichelle Nichols | Glòria Roig Azucena Díaz           |
| Pavel Chekov              | Walter Koenig    | Quim Roca Pep Madern               |
| Christine Chapel          | Majel Barrett    | Ana Maria Mauri Rosa Gavin         |
| Nona                      | Nancy Kovack     | Marta Angelat                      |
| Tyree                     | Michael Whitney  | Carles Sales                       |
| Krell                     | Ned Romero       | Enric Arquimbau                    |
| Doctor M’Benga            | Booker Bradshaw  | Toni Sevilla                       |
| Mugato                    | Janos Prohaska   | --                                 |
| Tinent Kyle               | John Winston     | Oscar Muñoz                        |
| Tinent Leslie             | Eddie Paskey     | Enric Isasi-Isasmendi              |

## Producció i recepció
Aquest episodi ha estat analitzat com una al·legoria de la participació dels Estats Units a la Guerra del Vietnam, tant al llibre de 1997, Inside Star Trek: The Real Story, com en un article del 2016 a The New Yorker article.
El primer esborrany del guió de Don Ingalls tenia referències específiques a la guerra del Vietnam, com ara roba de tipus mongol i un personatge descrit com a "Ho Chi Minh". Altres idees inicials van incloure l'amistat de Kirk amb Tyree que es va desenvolupar completament durant la segona visita de Kirk al planeta i un conflicte personal entre Kirk i Krell el Klíngon. Eugene Myers i Torie Atkinson de Tor.com argumenten que l'episodi és masclista en la seva presentació de Nona, i que l'episodi, en esforçar-se massa per ser una al·legoria de la guerra del Vietnam, no aconsegueix trobar una solució pacífica a l’estil "Star Trek" al problema.
El títol de crèdit de l'episodi mostra "Gumato", ja que aquest era el nom original de la criatura.
El 2017, Den of Geek va classificar Mugato com el 43è millor extraterrestre de la franquícia Star Trek.
El 2017, Inverse va recomanar "Una petita guerra privada" com a "visualització essencial" per a Star Trek: Discovery.
El 2018, Collider va classificar aquest episodi com el 14è millor episodi de sèrie original.
El setembre de 2021, el Mugato va aparèixer a 'Mugato, Gumato', el quart episodi de la segona temporada de Star Trek: Lower Decks.